# Returner
Returner är en japansk science fiction-film från 2002.

## Handling
En ung flicka från framtiden (år 2084) skickas tillbaka i tiden (till år 2002) för att förhindra att det krig mellan människorna och rymdvarelserna som invaderat jorden och hotar mänsklighetens fortsatta existens någonsin sker. Längs vägen träffar hon en man som är expert på kampsport och vapen. Plötsligt blir hon inblandad i den livslånga hämnden mellan honom och en maffiaboss.

## Skådespelare
- Takeshi Kaneshiro - Miyamoto
- Anne Suzuki - Milly
- Goro Kishitani - Mizoguchi
- Kirin Kiki - Shi Zhi Tang
- Dean Harrington - Dr. Brown